# Научная номенклатура
‘Если не знаешь названий,
теряется и познание вещей’
Карл Линней
Нау́чная номенклату́ра (от лат. nomenclatura) — совокупность научных названий, употребляемых как система. Международная номенклатура принята в каждой конкретной науке или в научном сообществе. Она обеспечивает однозначную связь названий, терминов, формул, схем, конструкций и условных обозначений. Научная номенклатура разрабатывается различными науками и утверждается в виде книг и инструкций на международных съездах учёных.